# 概念論
概念論（英語：Conceptualism），中古經院哲學的一個學派，他們的立場介於唯名論與唯實論之間，被認為是折衷後的唯名論者。跟唯名論者相同，他們認為共相只存在於心靈之中，沒有外部的實體；但是他們認為一旦共相被建立之後，能被理性所認識，它就是存在的，不會因為特定人死去而消失。第一個概念論哲學家，被認為是彼得·阿伯拉。奥卡姆的威廉是另一個重要的概念論人物。黑格尔的《逻辑学》中同样有概念论，这种概念指的是自由的，具体的概念而不是抽象概念。黑格尔认为概念是真正的，本质的存在。